# Puerto Boyacá
Puerto Boyacá est une municipalité colombienne du département de Boyacá. Par décret du 14 décembre 1957 a été créée la municipalité de Puerto Vásquez. À peine une année plus tard, une ordonnance du 17 novembre 1958 changeait le nom de cette municipalité en Puerto Boyacá. Au dernier recensement de 2005, elle comptait 49 912 habitants. Les projections estiment qu'aujourd'hui, Puerto Boyacá compte 53 482 résidents.

## Noms de la ville
Puerto Boyacá a porté différents noms au cours de son histoire :
- Puerto Chivo ;
- Rosalí ;
- Puerto Luis ;
- Sarmiento ;
- Puerto Gustavo ;
- Puerto Vasquez ;
- Puerto Boyacá.

## Personnalités liées à la ville
- Fredy Guarín (1986-) : footballeur international colombien né à Puerto Boyacá.